# Centrale nucleare di Xiaomoshan
La centrale nucleare di Xiaomoshan è una futura centrale nucleare cinese situata presso la città di Yueyang, nella provincia di Hunan. La centrale sarà equipaggiata con 6 reattori AP1000. I lavori per il primo reattore dovrebbero iniziare nel 2010